# Stenosphenus suturalis
Stenosphenus suturalis là một loài bọ cánh cứng trong họ Cerambycidae.